# Józef Oźmin

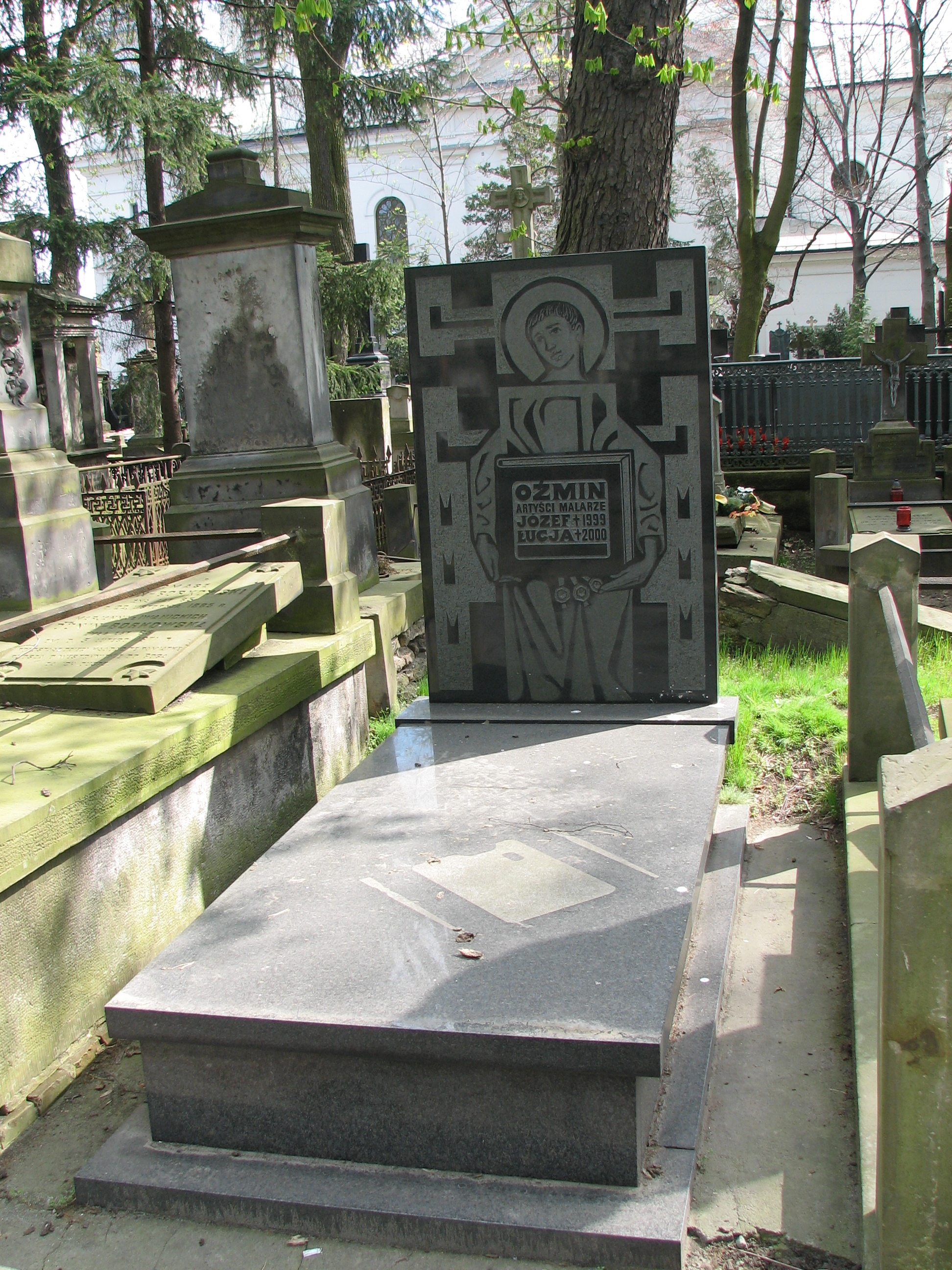
Grób Józefa i Łucji Oźminów

Józef Oźmin (ur. 19 kwietnia 1903 w Kaliszu, zm. 25 czerwca 1999 w Irlandii) – polski malarz.

## Życiorys
Urodził się w Kaliszu, gdzie  ukończył Gimnazjum im. Tadeusza Kościuszki. Dalszą naukę kontynuował w Poznaniu, gdzie w 1919 ukończył Wyższą Szkołę Sztuk Zdobniczych. W 1920 jako ochotnik brał udział w wojnie polsko-bolszewickiej.
W 1930 wziął ślub z malarką Łucją Stanisławą Szwedą. W latach 1932–1938 studiował w akademii Andrégo Lhote'a, w Paryżu oraz w Regia Accademia di Belle Arti di Roma. Józef i Łucja Oźminowie początkowo zamieszkali w Poznaniu, przenieśli się jednak do Warszawy (mieszkali w domu z pracownią na Saskiej Kępie). Do końca życia wspólnie pracowali, sygnując razem swoje działa. Specjalizowali się w monumentalnym malarstwie ściennym, przede wszystkim o tematyce religijnej. Ozdobili freskami katedry w Pelplinie, Włocławku oraz wiele innych kościołów m.in. w Warszawie, Kielcach, Sieradzu, Swarzędzu, Krobii, Gniewkowie oraz Żytowiecku.
W 1944 podczas renowacji Kaplicy Najświętszej Marii Panny na Jasnej Górze w Częstochowie artyści odkryli wspaniałe freski Tomasza Dolabelli.
Małżeństwo pracowało także za granicą. We Włoszech ozdobili kościół Santa Aurelia, w pobliżu Cremony. W Polsce powierzono Oźminom odtworzenie – na podstawie czarno-białej fotografii – plafonu Bacciarellego w sali balowej Zamku Królewskiego w Warszawie.
Józef Oźmin uprawiał także malarstwo sztalugowe, głównie akwarele. W jego pracach dominowała tematyka biblijna, często również czerpał inspiracje z mitologii greckiej i rzymskiej.
Zmarł w wieku 95 lat w Irlandii, gdzie przebywał na wakacjach u syna. Został pochowany na Powązkach (kwatera 13-6-16). Kilka miesięcy później zmarła jego żona.
Za osiągnięcia w sztuce sakralnej Łucja i Józef Oźminowie otrzymali prestiżową nagrodę Świętego Brata Alberta.

## Niektóre realizacje
- Bazylika Najświętszego Serca Jezusowego w Warszawie – sceny biblijne w sklepieniu, wizerunki apostołów i papieży, droga krzyżowa w nawach bocznych
- Kościół św. Antoniego Padewskiego w Poznaniu (Starołęka) – dekoracje grafitowo-freskowe ścian, projekty witraży
- Kościół Najświętszego Zbawiciela w Poznaniu – trzy witraże w nawie głównej
- Kościół św. Michała Archanioła w Poznaniu – polichromie wykonana techniką al fresco
- Kościół Bożego Ciała w Poznaniu – dekoracje sgraffitowe w kaplicy oraz witraże w oknach naw i szczytu
- Kościół Świętego Marcina w Swarzędzu – polichromie wykonane techniką al fresco